# BMW K1 (automobile)
La BMW K1 est une ancienne voiture d’essai innovante de la Bayerische Motoren Werke AG (BMW) de 1938-1939 basée sur la BMW 335. Des orthographes alternatives, K-1 (avec un trait d’union) ou K 1 (avec un espace), sont également utilisées, plus souvent, la désignation Kamm-Wagen K1 est utilisé.
Il s’agissait d’une berline de luxe quatre portes conçue pour des vitesses de croisière élevées et une faible consommation de carburant, avec un mobilier confortable et cinq grand sièges, une carrosserie ponton avec un arrière profilée et un moteur six cylindres en ligne de 3,5 litres,,,.
La K1 n’a pas été développée dans l’usine principale de BMW à Munich ou dans l’usine d’Eisenach (l’ancienne usine Dixi), qui était responsable de la production automobile à l’époque, mais par le professeur Wunibald Kamm de l’Institut de recherche pour l’ingénierie automobile et les moteurs de véhicules (FKFS) à Stuttgart. Les particularités de la K1 étaient sa carrosserie extrêmement favorable sur le plan aérodynamique et de nombreuses innovations techniques, dont certaines n’ont été produites en série que des décennies plus tard.

## Contexte

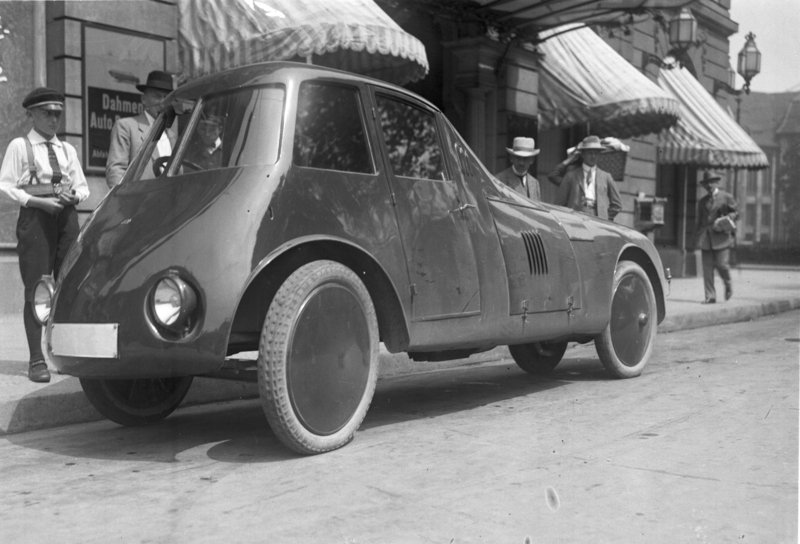
Première berline profilée expérimentale appartenant au Roumain Aurel Persu dans les rues de Berlin, construite vers 1925 - Wunibald Kamm a développé ses véhicules profilés avec un arrière coupé à partir de ces formes de base.

Jusqu’aux années 1930, l’aérodynamique ne jouait pas un rôle significatif dans la construction de véhicules - à l’exception de quelque véhicules de record et de course. Cela a changé dans les années 1930 grâce à des moteurs plus performants et plus stables, ainsi qu’à une technologie de châssis améliorée. Ceux-ci permettaient désormais des vitesses de plus de 100 kilomètres à l’heure pour les voitures particulières, auquel cas la résistance de l’air avait un effet croissant. À cela s’ajoute l’expansion rapide de la Reichsautobahn, en Allemagne. À la fin des années 1930, il y avait donc un besoin de carrosseries plus favorables sur le plan aérodynamique afin de pouvoir atteindre des vitesses plus élevées et une meilleure consommation de carburant.
De nombreux pionniers de l’aérodynamique automobile avaient auparavant acquis de l’expérience dans la construction de planeurs, d’avions motorisés et de dirigeables. Ces pionniers comprenaient Edmund Rumpler et Paul Jaray (tous deux vers 1921) ainsi que Gottlob Espenlaub largement oublié avec ses premières automobiles Espenlaub (à partir de 1928) ou le Roumain Aurel Persu (à partir de 1922). Dans les années 1930, ils ont été suivis par les plus connus, Ferdinand Porsche, Reinhard von Koenig-Fachsenfeld, Karl Schlör et Wunibald Kamm, qui était responsable ici, ainsi que Hans Ledwinka (pour Tatra) et, en France, Gabriel Voisin.
Rumpler, et initialement aussi Jaray, ont choisi des superstructures relativement hautes et étroites avec lesquelles l’air était principalement guidé par le côté de la carrosserie. Il s’est avéré que cette forme n’était pas encore optimale, même si les conceptions de Jaray montraient déjà un profil d’aile aérodynamiquement favorable. La ligne aérodynamique « avec un arrière coupé » en est dérivée, comme le montre la BMW K1 : le flux est largement guidé sur le toit en pente douce avec la partie arrière tirée sur les côtés et coupée presque droit. Wunibald Kamm avait déjà expliqué cette forme dans ses conférences en 1933, mais il ne l’avait pas brevetée et ne l’avait initialement pas mise en pratique. Koenig-Fachsenfeld a également affirmé avoir découvert ou (co-)développé cette forme aérodynamiquement favorable.
Emil Everling, chargé de cours à l’Université technique de Berlin-Charlottenburg, achève en 1938 un premier véhicule basé sur ce principe, la voiture électrique, construite par Voll & Ruhrbeck à Berlin, avait un coefficient de traînée de 0,31. Elle a été suivie la même année par la BMW K1 de Kamm et BMW avec un coefficient de traînée de 0,23, ce qui est toujours exceptionnel selon les normes actuelles.

## Histoire

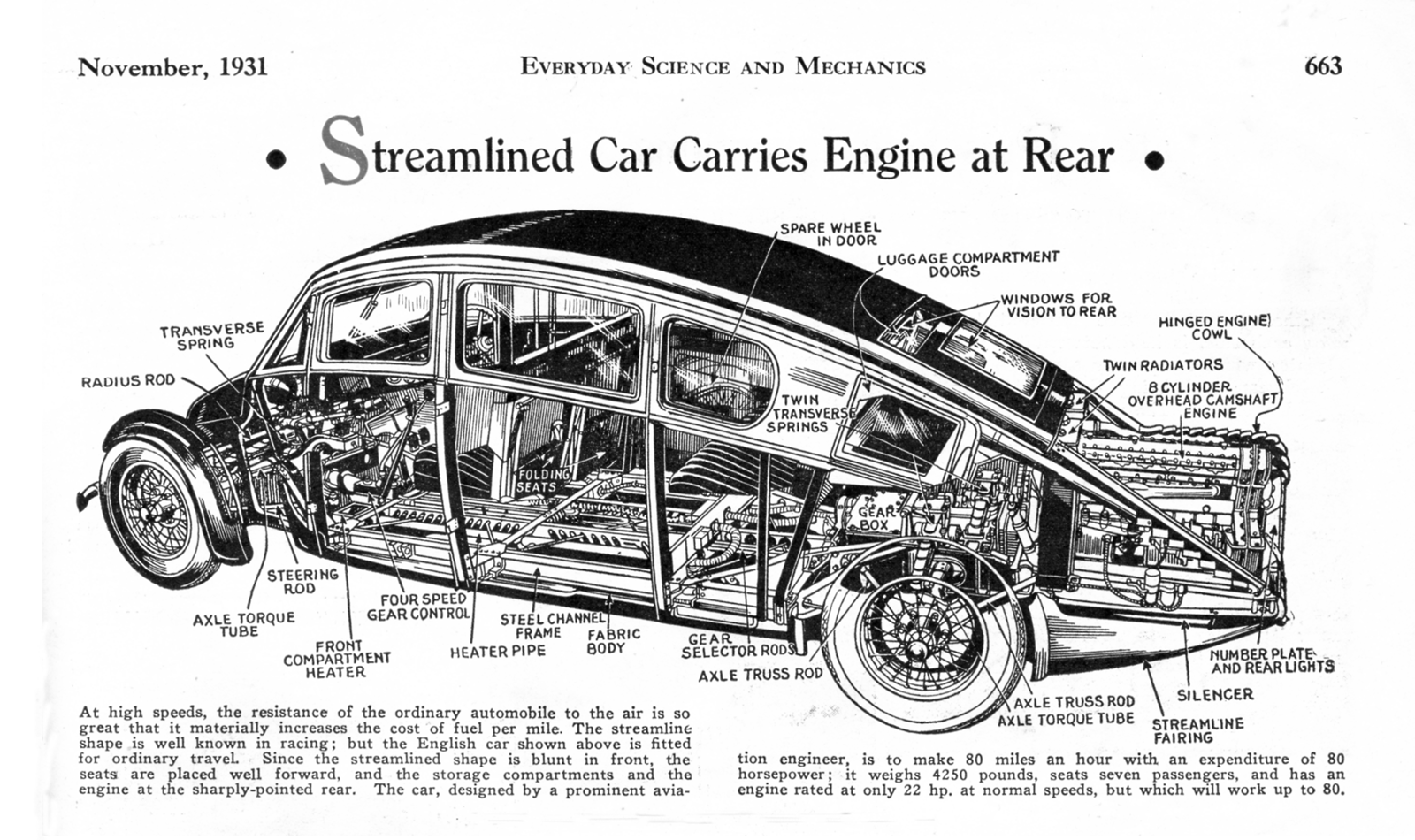
Première berline simplifiée expérimentale de l’Anglais Dennistoun Burney, la Burney Car de Streamline Cars Ltd., conçue en 1927 - contrairement aux voitures de Kamm, est un véhicule a l’arrière long et plat.

Dès le 1er avril 1930, Kamm avait été nommé professeur d’ingénierie automobile et de moteurs de véhicules à l’Université technique de Stuttgart. La même année, il fonde l’Institut de recherche à but non lucratif pour l’ingénierie automobile et les moteurs de véhicules à Stuttgart (FKFS). En coopération avec l’industrie, cela lui a permis de mener des travaux de recherche en dehors des structures rigides de l’université, notamment avec les sociétés Daimler-Benz et BMW basées dans le sud de l’Allemagne. À partir de 1935 dans le Reich allemand, la recherche sur les véhicules rationalisés est financée par l’État. À partir de 1937, les fonds qui affluèrent, notamment au FKFS sous la direction de Kamm, provenaient du Reichsforschungsrat, créé spécifiquement à cet effet.
Le premier résultat utilisable du travail du FKFS et de Kamm fut la voiture d’essai BMW K1 en 1938/39 avec une carrosserie extrêmement profilée et de nombreuses innovations techniques dans les domaines du moteur et du châssis. Trois autres berlines suivirent entre 1939 et 1940, dont les modèles K2 et K3 sur le châssis de la plus petite Mercedes-Benz 170 V, tandis que la BMW K4, comme la K1, était basée sur la « grande » BMW 335. De plus, Kamm a fourni le prototype de la BMW 328 « berline de course », qui connaîtra plus tard le succès en course, en particulier dans les Mille Miglia.
Dès le départ, la BMW K1 a été conçue comme une voiture d’essai et n’a donc pas été conçue pour la production en série. De nombreux essais routiers ont eu lieu en 1939 et 1940, avec deux grandes ailettes d’aération verticales temporairement montées à l’extrémité du toit. La carrosserie avancée et les innovations techniques se sont avérées fonctionnelles et très efficaces. Cependant, la forme extérieure, avec sa carrosserie ponton complète, son extrémité arrière inhabituelle, ses roues avant et arrière entièrement couvertes et ses ailettes de toit temporairement montées, était extrêmement différente des véhicules de série de l’époque. L’optique a rencontré des critiques très sévères de la part du public. La K1 est donc restée un exemplaire unique.
Ni BMW, ni Kamm, ni le FKFS n’avaient de prédécesseur de la K1 au sens le plus étroit. La voiture d’essai de Paul Jaray, basée sur une Dixi 6/24 PS Type G 2, était similaire dans son concept. Il s’agissait d’une berline étroite, haute et profilée, surnommée à juste titre la « Whale », qui a été présentée et mise en vente lors d’un salon de l’automobile de 1923, mais qui a rencontré un large rejet public. La relation entre les deux modèles résulte du fait que le constructeur automobile Dixi a été racheté par BMW en 1928.

## Typologie
Contrairement aux voitures BMW d’avant-guerre destinées à la production en série depuis 1933, à commencer par le modèle 303 (1933-1934), la BMW K1 n’a pas de désignation de modèle à trois chiffres et un « 3 » au début. Comme de nombreux concepts cars ultérieurs, elle a reçue une désignation de modèle avec une lettre et un numéro à un chiffre, similaire à la BMW E1. Contrairement à la BMW M1 ou à la BMW Z1, cependant, la BMW K1 n’a pas trouvé sa place dans la production en série sous cette forme. Le K signifie « Kamm-Wagen » ou « Kamm-Heck », le 1 pour le premier véhicule de la gamme FKFS et BMW.
La BMW K1 est la seule automobile de BMW qui partage son nom avec un modèle de moto de BMW, l’innovant tourer sportif BMW K1 présenté en 1988 avec une roue avant à carénage aérodynamique, un carénage complet comprenant de petites valises, un moteur avec un convertisseur catalytique contrôlé et, moyennant un supplément, l’un des premiers systèmes de freinage antiblocage dans cette catégorie de deux roues. Le nom dérive, dans ce cas, de la gamme BMW K, une gamme de motos avec des moteurs en ligne longitudinaux au lieu des traditionnels moteurs deux cylindres boxer. On ne sait pas si le nom du modèle de moto a été délibérément basé sur le nom du modèle de voiture K1, mais cela peut être supposé compte tenu de l’aérodynamique sophistiquée dans les deux cas et du statut de véhicule innovant.

## Détails du modèle

### Carrosserie et équipement

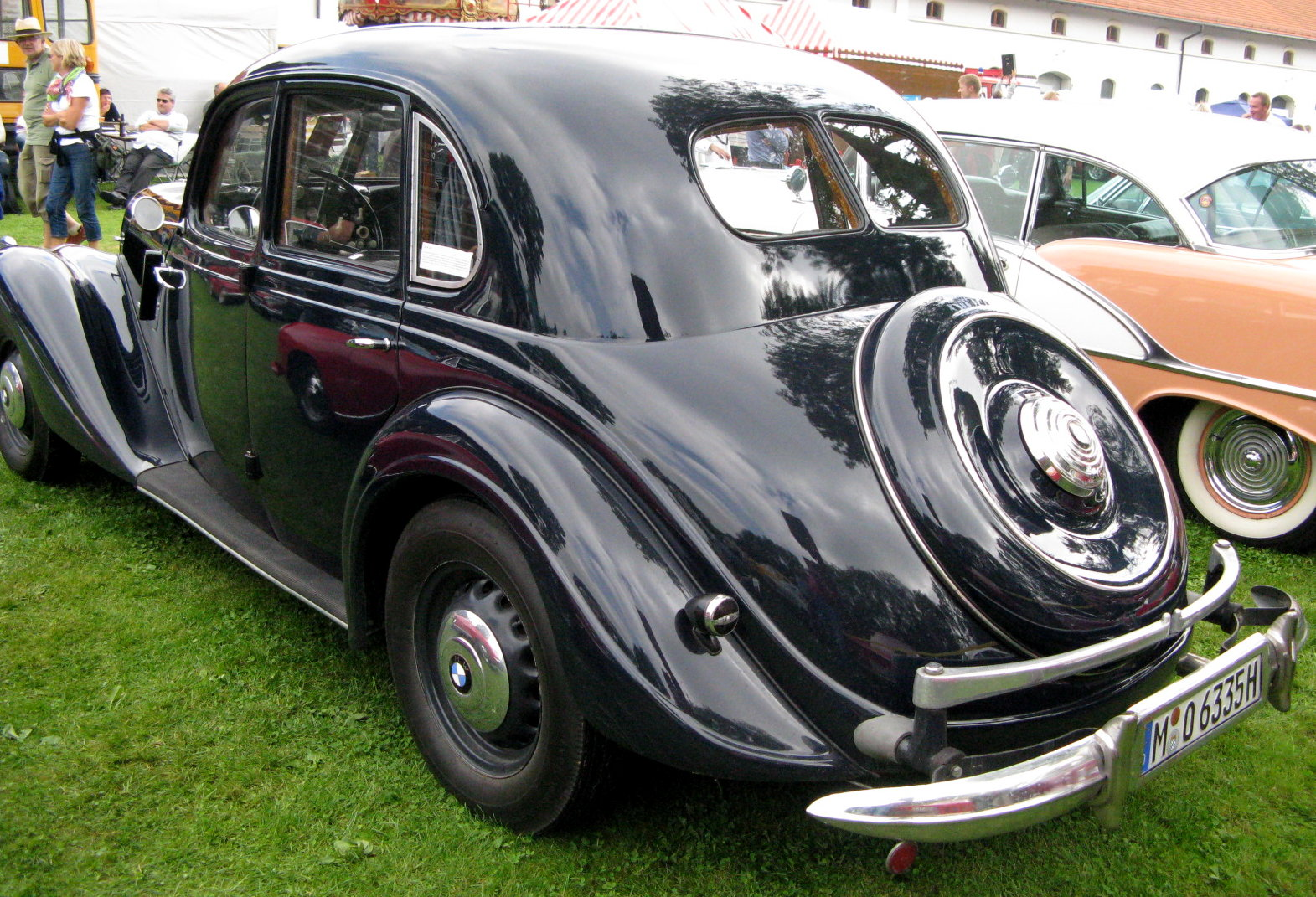
La BMW 335 berline, présentée à l’automne 1938, produite en série à partir de 1939 - un châssis de pré-série de ce type, fourni par BMW, a servi de base à la BMW K1 développée par Wunibald Kamm à Stuttgart en 1938-1939.

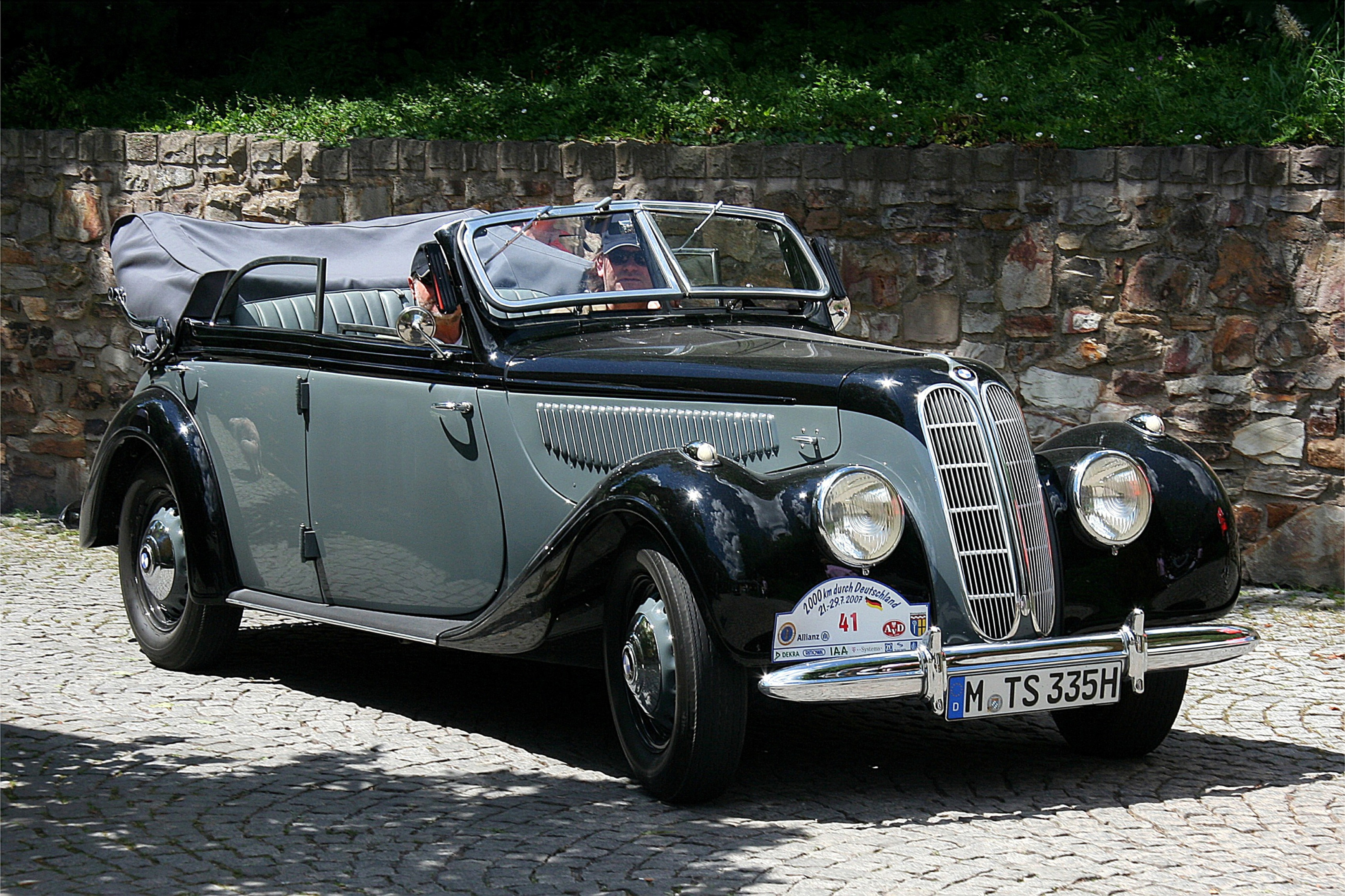
La BMW 335, ici en cabriolet quatre portes, un modèle de série au design conservateur comparé à la voiture d’essai innovante BMW K1.

La caractéristique la plus frappante de la BMW K1 est sa carrosserie extrêmement inhabituelle, presque aérodynamiquement idéale avec son coefficient de traînée de 0,23 et un intérieur très spacieux et confortable. Des coefficients de traînée de 0,5 à 0,6 étaient courantes à l’époque pour les berlines,.
Le faible coefficient de traînée était obtenu grâce à une carrosserie ponton complète avec un profil d’aile aérodynamiquement favorable, une extrémité avant inhabituellement arrondie et surbaissée avec des phares encastrés, des passages de roue avant et arrière entièrement revêtus et un soubassement lisse et revêtu. Un autre détail était le pare-brise composé de quatre segments avec des éléments arrondis sur les côtés, car les pare-brise incurvés étaient encore inhabituels. De plus, il y avait des panneaux de carrosserie latéraux complètement lisses, des vitres avant, arrière et latérales affleurantes et l’absence de poignées de porte extérieures pour les portes arrière. Le hayon relativement long et légèrement incliné avec des panneaux latéraux légèrement rétractés et une partie arrière relativement droite était particulièrement important d’un point de vue aérodynamique. Cela a abouti à des bords détachables aérodynamiquement et relativement propres à l’arrière, au bord inférieur de la lunette arrière plate et dans les zones latérales et inférieures de la carrosserie.
Atypique pour une BMW, la K1 n’avait pas la calandre BMW qui était par ailleurs courante depuis 1933, mais plutôt une ouverture d’air de refroidissement ovale et verticale intégrée dans les lignes fluides de la carrosserie et revêtue d’entretoises longitudinales. La disposition des quatre portes, cependant, était typique des modèles BMW d’avant-guerre, comme cela avait déjà fait ses preuves sur le modèle 326 : les portes avant étaient articulées vers l’arrière (appelées « portes suicides »), tandis que les portes arrière allaient vers l’avant. Les portes étaient donc opposées, les charnières de porte étant chacune fixées au montant B.
Les deux grands ailerons verticaux montés temporairement sur le toit de la K1 étaient destinés à mieux diriger le flux d’air sur le toit et derrière le véhicule; en pratique, les avantages des ailerons se sont avérés trop faibles, car ils détérioraient également la stabilité au vent de travers et la stabilité directionnelle.
Le design était extrêmement aérodynamiquement cohérent et conçu sans tenir compte du goût contemporain, c’est pourquoi il n’y avait pas d’éléments chromés ou d’autres ornements à l’extérieur, ainsi que des pare-chocs, qui auraient pu éviter d’endommager la carrosserie au quotidien.
La carrosserie était construite par la société de Construction de carrosseries et de véhicules Walter Vetter à Fellbach près de Stuttgart selon les plans de Kamm et du FKFS. L’entreprise, qui existe toujours aujourd’hui, était principalement connue à l’époque pour la fabrication de carrosseries de voitures basées sur des châssis de Mercedes-Benz, mais aussi de carrosseries d’autobus profilées basées sur une licence de Paul Jaray.
Les dimensions intérieures de la K1 étaient extrêmement généreuses en raison de la large carrosserie ponton complète sans ailes évasées ni marchepieds, mais avec un hayon. Les vitres avant et latérales relativement raides y ont également contribué - malgré l’objectif de la meilleure aérodynamique possible. À l’arrière se trouvait un grand coffre accessible de l’extérieur. L’intérieur était somptueux et confortable pour répondre aux exigences d’une berline de tourisme longue distance. En raison de la carrosserie plus expansive par rapport à la BMW 335 d’origine et de l’intérieur élaboré, le poids de la K1 était relativement élevé à environ 1 500 kilogrammes et nettement supérieur à celui de la 335 standard.

### Châssis et trains roulants
La BMW K1 comportait un châssis de pré-série du modèle 335, que BMW an mis à la disposition du FKFS sous la direction de Kamm en 1938. Il était dérivé du modèle 326 en termes de conception, mais il a été renforcé et allongé de 234 millimètres à 2 984 millimètres. La K1 disposait donc également d’un cadre de caisse surbaissé avec une suspension de roue avant composée de triangles supérieurs et d’un ressort transversal en bas et d’une largeur de voie de 1 306 millimètres. À l’arrière, elle avait un essieu rigide avec deux barre de torsion à ressort longitudinales et une largeur de voie de 1 404 millimètres. Celui-ci était considéré comme plus confortable, mais moins sportif que l’essieu rigide à ressorts à lames semi-elliptiques des 327 et 328, ce qui correspondait mieux à la prétention de la K1 en tant que berline de tourisme confortable. Elle avait une direction à crémaillère et pignon et des freins à tambour à sabot internes à commande hydraulique sur les quatre roues avec un frein à main à câble sur les roues arrière.
Une caractéristique innovante de la BMW K1 était un système de contrôle de la pression des pneus, qui permettait d’augmenter la pression des pneus depuis le tableau de bord pendant la conduite, réduisant ainsi la résistance au roulement des pneus ; en conséquence, la consommation de carburant sur les nouvelles autoroutes bien développées pouvait être considérablement réduite, en particulier à des vitesses plus élevées.

### Moteur et transmission
La BMW K1 a également reçu le nouveau moteur de la 335, c’est-à-dire le moteur six cylindres en ligne à quatre temps refroidi par eau avec une cylindrée de 3 485 cm³ et une conception à longue course (alésage de 82 millimètres, course de 110 millimètres). Comme la plus petite version de 2,0 litres, il avait un vilebrequin avec seulement quatre roulements et un arbre à cames latéral avec des soupapes en tête (commande de soupape OHV) qui étaient actionnées via des poussoirs et des culbuteurs. Contrairement à la version de 2,0 litres, l’arbre à cames de la version de 3,5 litres n’était pas entraîné par une chaîne duplex mais par des engrenages droits Novotex. Avec un taux de compression de 1:5,8, le moteur, équipé de deux carburateurs à double registre, délivre 66 kW (90 ch) à 3 500 tr/min. La puissance était transmise de manière habituelle en propulsion arrière via un embrayage monodisque à sec et une boîte de vitesses manuelle à quatre vitesses.
Une caractéristique innovante de la K1 était un mélange pauvre spécial à régime moteur constant pour réduire davantage la consommation de carburant. Une surmultiplication spéciale permettait de réduire le régime moteur à des vitesses plus élevées, réduisant ainsi davantage la consommation de carburant. Lors d’essais routiers, la FKFS et BMW ont atteint des valeurs de consommation exceptionnelles pour l’époque : 7,6 litres aux 100 kilomètres à une vitesse constante de 100 km/h, 10 litres aux 100 kilomètres à une vitesse constante de 120 km/h et 12 litres aux 100 kilomètres à une vitesse constante de 140 km/h. Avec la même puissance de 66 kW (90 ch), la BMW K1 atteignait une vitesse de pointe de 183 km/h, contre 145 km/h pour la BMW 335 standard - surtout compte tenu de la taille et du poids du véhicule.

## Impact sur les autres modèles et localisation

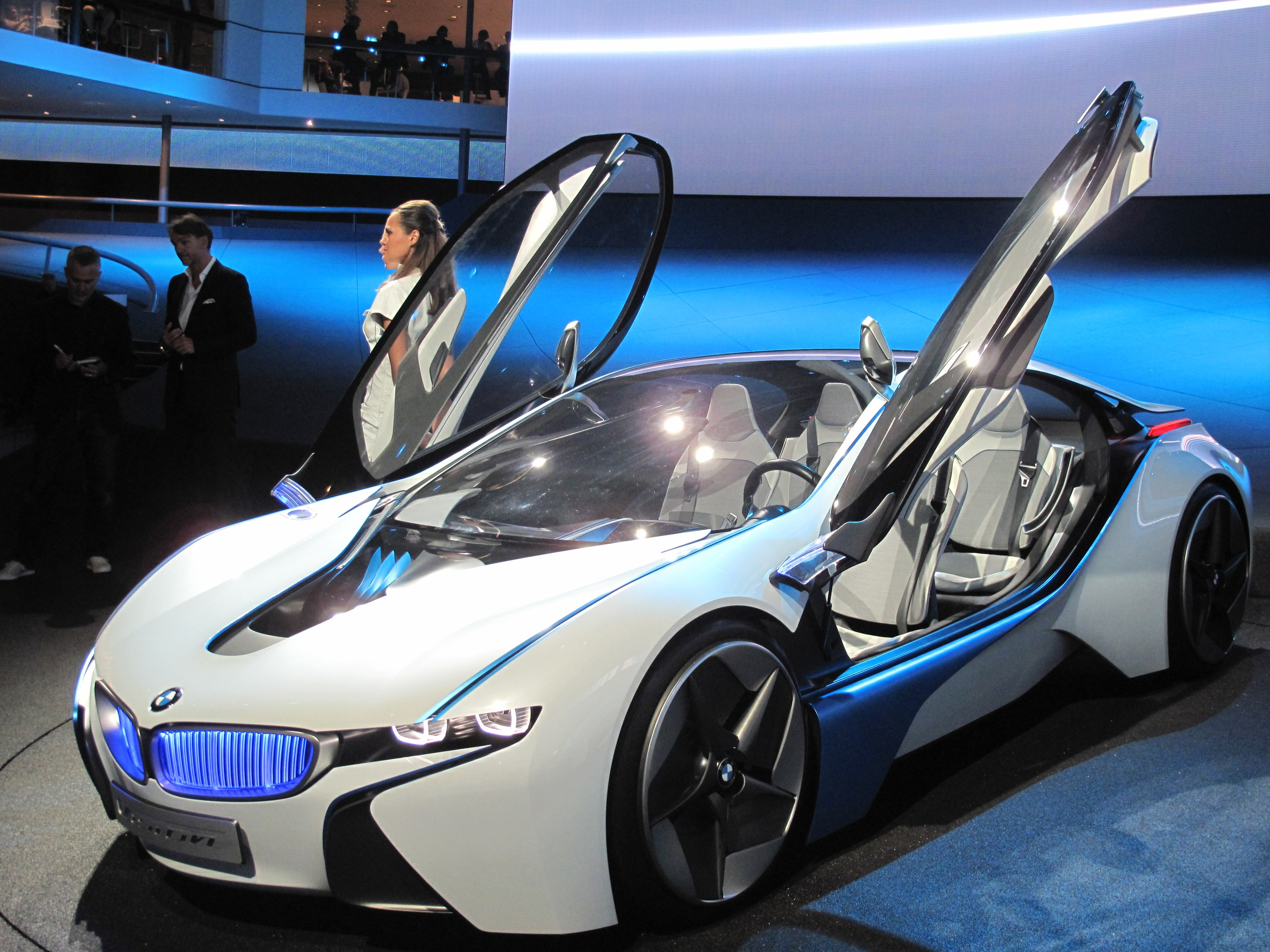
Interprétation moderne d’une voiture de tourisme BMW multiplace et particulièrement économe en énergie, la BMW Vision Efficient Dynamics de 2009 en tant que descendante spirituelle de l’innovante BMW K1.

Les expériences du FKFS et de Kamm avec la voiture d’essai BMW K1 se sont répercutées sur les autres voitures de Kamm : les modèles plus petits et plus légers K2 (extérieurement très similaire à la K1) et K3 (extérieurement un peu plus conservatrice), chacune basée sur la Mercedes-Benz 170 V de 1938, ainsi que la BMW K4 de 1939-1940, qui à son tour, comme la K1, était basée sur un châssis de pré-série de la BMW 335.
Pour BMW, l’expérience acquise lors des tests de la K1 a été si utile qu’ils ont soutenu Kamm dans le développement de la BMW K4 extérieurement un peu plus conservatrice l’année suivante. L’expérience de BMW avec les K1 et K4 s’est également traduite par le développement de divers véhicules de série prévus : la BMW 332, la successeur du modèle BMW 326 à succès prévue pour 1940, et la BMW 337, un modèle de la catégorie des luxueuses prévu pour 1941 pour être au côté du modèle de luxe BMW 335.
La trace de la BMW K1 se perd pendant la Seconde Guerre mondiale ou à sa fin ; elle est maintenant considérée comme portée disparue. Certaines sources affirment que la K1 était la seule voiture Kamm à avoir survécu à la Seconde Guerre mondiale et qu’elle appartient à la collection du « Musée Automobile du Château de Langenbourg ». Cependant, ce n’est pas le cas : le véhicule est la voiture Kamm K3 plus petite et plus légère basée sur la Mercedes-Benz 170 V.
Les caractéristiques de conception uniques de la K1 telles que l’idée de base de la carrosserie ponton et les lignes influencées par l’aérodynamisme ont été trouvées sur la gamme de modèles BMW 501/502 (surnom : « Barockengel ») dans les années 1950, même si ces voitures avec leurs ailes moulées dans le style des Austin contemporaine avaient déjà un look classique dans les années 1950. La Borgward Hansa 2400 construite de 1952 à 1955 a une carrosserie à hayon visuellement similaire à celle de la K1.
À ce jour, BMW n’a pas présenté de design comparablement révolutionnaire et aérodynamiquement favorable comme celui de la K1. Il est possible que les critiques parfois acerbes sur la forme de la K1 et l’incompréhension de la part des acheteurs de voitures contemporaines aient poussé BMW à maintenir un design plutôt conservateur jusqu’au milieu des années 1990, avant de trouver le courage d’utiliser des éléments de style controversés avec le designer Chris Bangle. À ce jour, aucun effort de BMW n’a été signalé pour faire fabriquer une réplique de la BMW K1, comme ce fut le cas, par exemple, avec les prestigieuses versions de course de la 328.
L’idée d’une grande berline à hayon a été reprise en 2007 avec le concept car BMW Concept CS et en série avec les modèles BMW X6 et BMW Série 5 Gran Turismo en 2008 et 2009 respectivement. L’idée d’un grand modèle multiplace particulièrement économe en énergie se reflète dans le concept car BMW Vision Efficient Dynamics présenté en 2009.